# Pinocchio
För andra betydelser, se Pinocchio (olika betydelser).
Pinocchio (uttal: [pi'nɔk:jo]) är en italiensk litterär figur i en sagobok av Carlo Collodi. Berättelsen publicerades 1881–83 som Le avventure di Pinocchio (i svensk översättning som Pinocchios äventyr). Trädockan som vill bli människa och som får längre näsa varje gång han ljuger har blivit världens sannolikt mest spridda litterära docka. Boken har sedermera översatts till mer än 200 språk, blivit animerad av Disney och presenterats som en niometers skulptur i Borås.

## Beskrivning

### Bakgrund
Geppetto är en fattig dockmakare. Han finner en dag ett stycke pinjeträ som han skapar en docka av. Som i ett mirakel visar sig dockan börja leva. Dockan – Geppetto döper den till Pinocchio eftersom den är gjord av pinjeträ (pinocchio är italienska för tallfrö) – får som hjälp att bli en snäll docka ett samvete i form av en syrsa. Varje gång dockan ljuger får han näsan förlängd. Till slut visar sig dock Pinocchio snäll och får bli en riktig pojke, så som han genom hela berättelsen så väldigt mycket önskat.

### Collodis bok

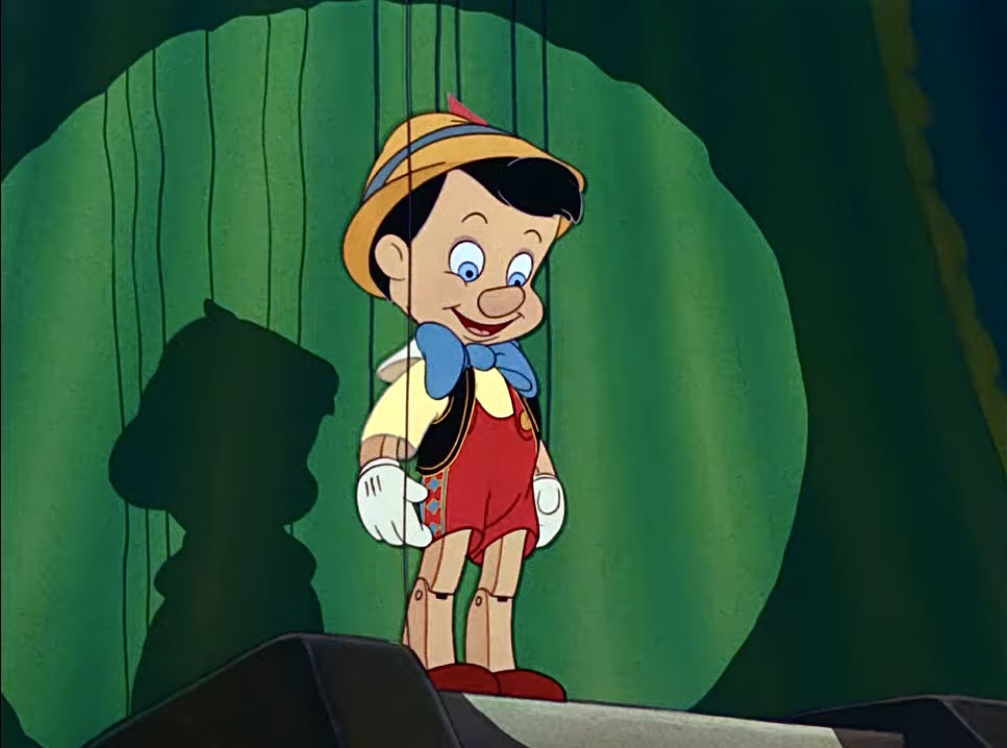
Pinocchio i Disneys film från 1940.

## Verk med Pinocchio

### Disneys film
1940 baserade Walt Disney sin andra tecknade långfilm, Pinocchio, på berättelsen. Både i boken och i filmen finns en syrsa som samvete. Det är dock bara i filmen man i traditionell Disneystil gett samvetet kläder, ett namn (Benjamin Syrsa) och en egen personlighet.
Enrico Mazzanti, född 1850 i Florens, död 1910, var den som illustrerade den första utgåvan, där Pinocchio porträtteras smalare och mer liknar en traditionell trädocka än Walt Disneys tolkning av dockan i sin animerade film från 1940. Hos Mazzanti går det tydligt att se anknytningen till Commedia dell'artes typgalleri. Den lustiga toppiga hatten behöll Disney i en modifierad form, men i övrigt liknar Disneys variant en knubbigare dockpojke än Mazzantis tolkning.

### Skulpturen i Borås
I Borås avtäcktes en nio meter hög bronsskulptur av sagofiguren i maj 2008. Den heter Walking to Borås och är den amerikanske popkonstnären och skulptören Jim Dines tolkning av Pinocchio-motivet.

## Källhänvisningar
1. 1 2 3 4  Härtelius, Arne (30 november 2005). ”Sagorealism: Pinocchio förr och nu”. NE.se. Arkiverad från originalet den 22 juni 2014. https://archive.is/20140622203709/http://www.ne.se/rep/sagorealism-pinocchio-f%C3%B6rr-och-nu. Läst 22 juni 2014.
2. 1 2 3  "Pinocchio". NE.se. Läst 22 juni 2014.
3. ↑  Poellinger, Clemens (2008-05-06): "Pinocchio på plats i Borås". Svd.se. Läst 22 juni 2014.